# AEGIS (software)
 For alternative betydninger, se Aegis (flertydig).
AEGIS er et stykke serversoftware til Microsoft Windows, som sammen med Microsoft SQL-servere, anvendes af Gravity Corporation til at køre de officielle Ragnarok Online spilservere. Det var originalt udviklet eksklusivt for Gravity og datterselskaberne, men er gennem dens levetid blevet sluppet ud i offentligheden – angiveligvis af flere hold, der kompromittere officielle computere med AEGIS-koder.
Systemet består af flere komponenter:
- Inter Server – ansvarlig for Guild Siege, Guild Chat, Private Message og synkronisering mellem serverne
- Zone Server – ansvarlig for Game Play Dynamics
- Character Server – ansvarlig for Character Information
- Account Server – ansvarlig for at bekræfte information i brugerkontodatabasen (f.eks. betalingsstatus)

Selvom AEGIS bliver nævnt som kvalitetsprodukt har nogle af de lækkede versioner vist, at størstedelen af konfigurationsfilerne er meget simple, informationslagringen er ineffektiv, og der bruges store mængder hukommelse selvom, der ikke kører større hukommelseskrævende processer.
Det originale udviklingshold var tvunget til at forlade firmaet, da det blev overtaget af Samsung Electronics. De fleste af kernemedlemmerne arbejder nu på et nyt projekt under navnet Granado Espada.